# Cyrano (ópera)
Cyrano es una ópera en tres actos con música de David DiChiera (orquestación: Mark Flint) y libreto en francés de Bernard Uzan, basado en la obra Cyrano de Bergerac de Edmond Rostand. Se estrenó el 13 de octubre de 2007 en el Michigan Opera Theatre. Se dio después del 8 al 17 de febrero de 2008 en la Compañía de ópera de Filadelfia.
En las estadísticas de Operabase aparece con solo dos representaciones en el período 2005-2010, siendo la primera de David DiChiera.

## Personajes
| Personaje                  | Tesitura              | Reparto del estreno, 13 de octubre de 2007 Director: Mark Flint |
| -------------------------- | --------------------- | --------------------------------------------------------------- |
| Cyrano                     | barítono              | Marian Pop                                                      |
| Roxane                     | soprano               | Leah Partridge                                                  |
| Christian                  | tenor                 | José Luis Sola                                                  |
| DeGuiche                   | bajo                  | Peter Volpe                                                     |
| Duenna                     | mezzosoprano          | Gloria Parker                                                   |
| Lebret                     | barítono              | Gaetan Laperriere                                               |
| Ragueneau                  | tenor                 | Mark T. Panuccio                                                |
| Carbon Desconocido         | bajo-barítono         | Daniel Okulitch                                                 |
| Capuchino Marqués de Cuigy | tenor                 | Torrance Blaisdell                                              |
| Orquesta                   | Orquesta              | Orquesta del Teatro de Ópera de Míchigan                        |
| Coro Maestro de coro       | Coro Maestro de coro  | Coro del Teatro de Ópera de Míchigan Suzanne Mallare Acton      |
| Director                   | Director              | Bernard Uzan                                                    |
| Vestuario                  | Vestuario             | John Pascoe                                                     |
| Diseño de iluminación      | Diseño de iluminación | Donald Thomas                                                   |